# Mitternacht im Pera Palace
Mitternacht im Pera Palace (Originaltitel: Pera Palas'ta Gece Yarısı) ist eine türkische Dramaserie, die auf dem Buch Mitternacht im Pera Palace: Die Geburt des modernen Istanbul von Charles King aus dem Jahr 2014 basiert. Die Serie wurde am 3. März 2022 weltweit auf Netflix veröffentlicht.

## Handlung
Die junge Journalistin Esra erhält den Auftrag, einen Artikel über das legendäre Pera Palace Hotel im Istanbuler Stadtbezirk Beyoğlu zu verfassen, und stattet zu Recherchezwecken diesem einen Besuch ab. Doch schon bald stößt Esra in einem Zimmer im Hotel auf ein Portal, welches sie ins Jahr 1919 führt. In der Vergangenheit gerät Esra ziemlich schnell in eine politische Verschwörung gegen den Begründer der modernen Türkei: Mustafa Kemal Atatürk. Zusammen mit dem schrulligen Hotelleiter Ahmet muss Esra den Verlauf der türkischen Geschichte bewahren und die Zukunft des Landes sicherstellen. Jedoch ist Istanbul im Jahr 1919 ein heißes Pflaster. Als Esra den gut aussehenden und rätselhaften Clubbesitzer Halit kennenlernt, erkennt sie zugleich, dass im Jahre 1919 nichts so ist, wie es auf den ersten Blick erscheint, und jeder sein wahres Ich zu verbergen versucht.

## Besetzung und Synchronisation
Die deutschsprachige Synchronisation entstand nach den Dialogbüchern von Heike Kospach sowie unter der Dialogregie von Heike Kospach und Gundi Eberhard durch die Synchronfirma VSI Synchron in Berlin.
| Rolle                 | Schauspieler          | Synchronsprecher    |
| --------------------- | --------------------- | ------------------- |
| Esra / Peride         | Hazal Kaya            | Anne Helm           |
| Ahmet                 | Tansu Biçer           | Oliver Siebeck      |
| Halit                 | Selahattin Paşalı     | Florian Hoffmann    |
| Sonya                 | Yasemin Szawlowski    | Anita Hopt          |
| Meliha                | Nezaket Erden         | Leonie Dubuc        |
| Mümtaz Soyluoğlu      | Güven Murat Akpınar   | Nico Mamone         |
| Kadri                 | Erol Babaoğlu         | Fabian Oscar Wien   |
| Reşat                 | Engin Hepileri        | Sven Gerhardt       |
| George                | James Chalmers        | James Chalmers      |
| Mustafa Kemal Atatürk | Hakan Dinçkol         | Murat Özgür Sönmez  |
| Naim                  | Osman Albayrak        | Kaspar Eichel       |
| Seniha                | Yasemin Sannino       | Heike Beeck         |
| Halime                | Aliye Mutlu           | Katharina Palm      |
| Belkis                | Ipek Çiçek            | Angelina Geisler    |
| Leyla                 | Bilgesu Akın          | Patrizia Carlucci   |
| Leyla (jung)          | Ebrar Alya Demirbilek | Milena Rybiczka     |
| Marika                | Demet Boci Benli      | Judith von Radetzky |
| Fahrettin             | Ergün Metin           | Armin Schlagwein    |
| Eleni                 | Nergis Öztürk         | Susanne Szell       |
| Dimitri Theodorakis   | Ahmet Varlı           | Frank Röth          |
| Cevat Abbas           | Murat Okay            | Björn Bonn          |
| Nurullah              | Furkan Kalabalik      | Valentin Stilu      |
| Selahattin Giz        | Haydar Şahin          | Norman Matt         |
| Lili                  | Tülin Özen            | Antje von der Ahe   |
| Sabiha Sertel         | Nihal Koldaş          | Nina Herting        |
| Eva                   | Tülin Ece Giurioli    | Katrin Zimmermann   |
| Pfandleiher           | Neil Denisenko        | Michael Tietz       |

## Episodenliste

### Staffel 1
| Nr. (ges.)                                                                        | Nr. (St.) | Deutscher Titel                  | Originaltitel   | Regie      | Drehbuch   |
| --------------------------------------------------------------------------------- | --------- | -------------------------------- | --------------- | ---------- | ---------- |
| 1                                                                                 | 1         | Die Reise                        | Yolculuk        | Emre Şahin | Elif Usman |
| 2                                                                                 | 2         | Wurzeln                          | Kökler          | Emre Şahin | Elif Usman |
| 3                                                                                 | 3         | Geheim                           | Gizli           | Emre Şahin | Elif Usman |
| 4                                                                                 | 4         | Unauffindbar                     | Mefkud          | Emre Şahin | Elif Usman |
| 5                                                                                 | 5         | Wie man in den Wald hineinruft … | Men Dakka Dukka | Nisan Dağ  | Elif Usman |
| 6                                                                                 | 6         | Leben oder Tod                   | Hayat-ı Memat   | Nisan Dağ  | Elif Usman |
| 7                                                                                 | 7         | Konfrontation                    | Yüzleşme        | Emre Şahin | Elif Usman |
| 8                                                                                 | 8         | Um ein Haar                      | Zenberek        | Emre Şahin | Elif Usman |
| Am 3. März 2022 wurden alle Folgen der ersten Staffel bei Netflix veröffentlicht. |           |                                  |                 |            |            |

### Staffel 2
| Nr. (ges.)                                                                               | Nr. (St.) | Deutscher Titel | Originaltitel | Regie                  | Drehbuch                  |
| ---------------------------------------------------------------------------------------- | --------- | --------------- | ------------- | ---------------------- | ------------------------- |
| 9                                                                                        | 1         | Folge 1         | 1. Bölüm      | Emre Şahin             | Elif Usman                |
| 10                                                                                       | 2         | Folge 2         | 2. Bölüm      | Emre Şahin             | Elif Usman                |
| 11                                                                                       | 3         | Folge 3         | 3. Bölüm      | Emre Şahin & Nisan Dağ | Elif Usman                |
| 12                                                                                       | 4         | Folge 4         | 4. Bölüm      | Nisan Dağ              | Elif Usman                |
| 13                                                                                       | 5         | Folge 5         | 5. Bölüm      | Emre Şahin             | Elif Usman & Aksel Bonfil |
| 14                                                                                       | 6         | Folge 6         | 6. Bölüm      | Nisan Dağ              | Elif Usman & Ekin Akçay   |
| 15                                                                                       | 7         | Folge 7         | 7. Bölüm      | Emre Şahin             | Elif Usman & Aksel Bonfil |
| 16                                                                                       | 8         | Folge 8         | 8. Bölüm      | Emre Şahin             | Elif Usman & Ekin Akçay   |
| Am 12. September 2024 wurden alle Folgen der zweiten Staffel bei Netflix veröffentlicht. |           |                 |               |                        |                           |